# Фрідріх-Вільгельм Нойманн
Фрідріх-Вільгельм Нойманн (нім. Friedrich-Wilhelm Neumann; 22 січня 1889, замок Остероде, Східна Пруссія — 26 січня 1975, Бад-Вісзе) — німецький воєначальник, генерал-лейтенант вермахту. Кавалер Лицарського хреста Залізного хреста.

## Біографія
Молодший брат Отто Нойманна. В квітні 1906 року вступив в Імперську армію. Учасник Першої світової війни. У вересні 1921 року демобілізований і вступив у поліцію. В жовтні 1935 року перейшов у вермахт. З квітня 1938 року — командир 17-го піхотного полку 31-ї піхотної дивізії. Учасник Польської кампанії. З грудня 1939 року — командир 191-ї резервної, з листопада 1940 року — 340-ї, з 16 квітня 1942 по 1 лютого 1945 року — командир 712-ї піхотної дивізії. Одночасно 12-29 січня 1944 року виконував обов'язки командира 89-го, з 23 листопада по 16 грудня 1944 року — 30-го армійського корпусу. В лютому 1945 року призначений командиром корпусної групи фон Теттау, проте не зміг її очолити, бо група була оточена. З 5 квітня 1945 року — командир 33-го армійського корпусу. В кінці війни потрапив у полон.

## Нагороди
- Залізний хрест 2-го і 1-го класу
- Почесний хрест ветерана війни з мечами (27 листопада 1934)
- Медаль «За вислугу років у Вермахті» 4-го, 3-го, 2-го і 1-го класу (25 років№ 2 жовтня 1936) — отримав 4 нагороди одночасно.
- Застібка до Залізного хреста
  - 2-го класу (22 вересня 1939) — за взяття гори Борова і прорив через річку Відавка 5 вересня.
  - 1-го класу (1 жовтня 1939) — за заслуги під час взяття Варшави.
- Хрест Воєнних заслуг 2-го і 1-го класу з мечами (30 жовтня 1943)
- Німецький хрест в сріблі (30 жовтня 1943) — отримав 3 нагороди одночасно за будівництво і комплектування укріплень на голландсько-бельгійському кордоні.
- Відзначений у Вермахтберіхт
  - «В оборонних боях у Бельгії особливо відзначилась 712-та піхотна дивізія під командуванням генерал-лейтенанта Нойманна. Дивізія знищила або захопила в період з 3 по 10 вересня 161 танк «Шерман» і бронеавтомобіль,в основному в ближньому бою із застосування протитанкових засобів.» (26 вересня 1944)
- Лицарський хрест Залізного хреста (16 жовтня 1944)